# NGC 5009
NGC 5009 est une vaste galaxie spirale barrée relativement éloignée et située dans la constellation des Chiens de chasse. Sa vitesse par rapport au fond diffus cosmologique est de 9 559 ± 12 km/s, ce qui correspond à une distance de Hubble de 141,0 ± 9,9 Mpc (∼460 millions d'al). NGC 5009 a été découverte par l'astronome germano-britannique William Herschel en 1789.
La classe de luminosité de NGC 5009 est II.
En raison d'une brillance de surface égale à 14,22 mag/am2, on peut qualifier NGC 5009 de galaxie à faible brillance de surface (LSB en anglais pour low surface brightness). Les galaxies LSB sont des galaxies diffuses (D) avec une brillance de surface inférieure de moins d'une magnitude à celle du ciel nocturne ambiant.